# N661US
N661US es un avión que fue construido por Boeing como prototipo del Boeing 747-400, una versión modernizada del Boeing 747. El avión salió de la línea de ensamblaje el 26 de enero de 1988 y realizó su primer vuelo el 29 de abril de 1988. Una vez concluido el programa de pruebas de vuelo del 747-400, Boeing entregó el avión a Northwest Airlines el 8 de diciembre de 1989.
En 2002, el 747 estuvo involucrado en un incidente en el que sufrió un vuelco del timón inferior. Esto ocurre cuando el timón de una aeronave se desvía hasta su límite de recorrido sin intervención de la tripulación. Los pilotos lograron superar el problema y aterrizar con seguridad. Se atribuyó el problema a la fatiga del metal y se emitió una directiva de aeronavegabilidad para evitar la posibilidad de un accidente futuro.
El avión finalmente fue transferido a Delta Air Lines, después de la fusión de Delta con Northwest en 2009. Mientras estuvo en servicio con Delta, se conocía como Delta Ship 6301. Continuó en servicio de pasajeros hasta su retiro el 9 de septiembre de 2015. Posteriormente fue trasladado al Delta Flight Museum en Atlanta, Georgia, donde permanece en exhibición.

## Historia

### Construcción y pruebas de vuelo
Este Boeing 747-451 fue el primer Boeing 747-400, una versión mejorada del exitoso jumbo jet de Boeing. El avión fue el Boeing 747 número 696 construido y llevaba el número de serie del fabricante 23719. El ensamblaje final comenzó en la fábrica Boeing de Everett, el antiguo lugar de producción del 747, en septiembre de 1987. El ensamblaje se completó durante los meses de invierno de finales de 1987, y el avión salió de la fábrica el 26 de enero de 1988.
En comparación con los 747 anteriores, la serie -400 tenía una cabina de cristal para dos tripulantes, lo que eliminaba la necesidad de un ingeniero de vuelo . Mantuvo la cubierta superior alargada introducida por primera vez para el 747-300 y ofreció una selección de motores turbofán mejorados. Boeing asignó a esta aeronave la matrícula de prueba N401PW, ya que probaría la opción de motor Pratt & Whitney PW4056.
El avión voló por primera vez el 29 de abril de 1988, bajo el mando del piloto de pruebas James Loesch y el copiloto Kenneth Higgins. El primer vuelo se retrasó seis semanas debido a demoras de los subcontratistas en el suministro de componentes y a problemas adicionales en los sistemas electrónicos del avión. El vuelo inaugural despegó de Paine Field, el sitio de la fábrica de Everett, y aterrizó en Boeing Field, al sur de Seattle, después de 2 horas y 26 minutos sin incidentes. Boeing utilizó el avión durante varios meses para tareas de vuelo de prueba hasta que el tipo fue certificado por la Administración Federal de Aviación (FAA) el 10 de enero de 1989.

### Servicio comercial
El avión fue entregado a Northwest Airlines el 8 de diciembre de 1989. Cuando Northwest se fusionó con Delta en 2009, el N661US se convirtió en el Delta Ship 6301 y continuó las operaciones de pasajeros para Delta hasta que se retiró el 9 de septiembre de 2015, realizando su último vuelo desde el Aeropuerto Internacional Daniel K. Inouye en Honolulu hasta el Aeropuerto Internacional Hartsfield-Jackson de Atlanta, habiendo registrado más de 61 000 000 millas (98 169 740 km) de vuelo a lo largo de su vida útil.

### Vuelo 85 de Northwest Airlines

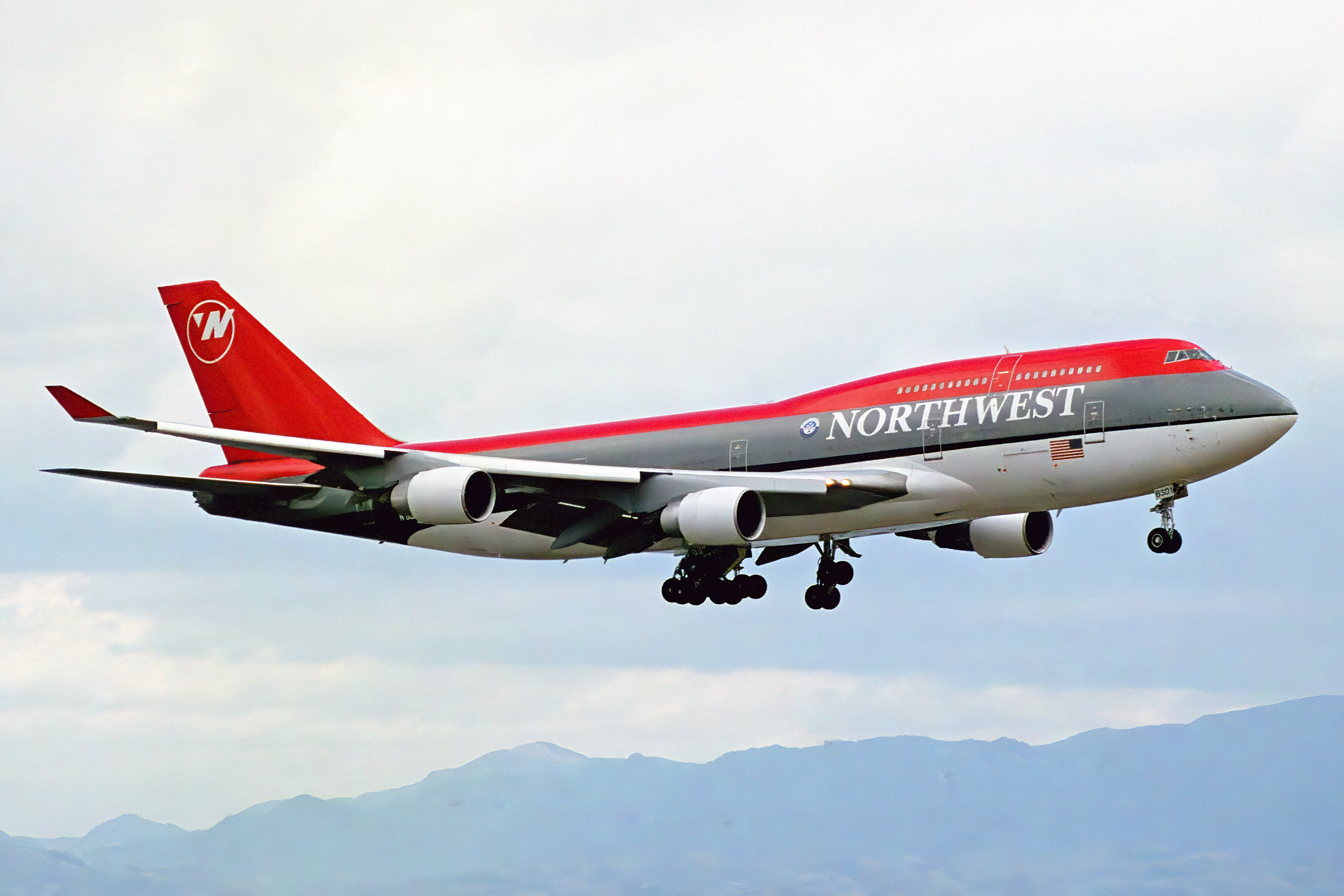
N661US cuando estaba en servicio con Northwest Airlines.

El 9 de octubre de 2002, el N661US estuvo involucrado en un incidente como el vuelo 85 de Northwest Airlines. N661US estaba operando un vuelo internacional de pasajeros programado desde el Aeropuerto Metropolitano del Condado Wayne de Detroit en Detroit, Estados Unidos, al Aeropuerto Internacional de Narita en Tokio, Japón. Mientras estaba sobre el mar de Bering, el avión experimentó un evento de desvío del timón inferior, que ocurre cuando el timón de un avión se desvía hasta su límite de recorrido sin la intervención de la tripulación. El evento de hardover generó un timón inferior izquierdo completo, lo que obligó a los pilotos a usar completamente el timón superior derecho y el alerón derecho para mantener la actitud y el rumbo.
El vuelo se desvió al Aeropuerto Internacional Ted Stevens Anchorage, en Alaska, y realizó un aterrizaje seguro. Ninguno de los 404 pasajeros ni la tripulación resultaron heridos. La investigación posterior de la Junta Nacional de Seguridad en el Transporte (NTSB) encontró que la carcasa de metal fundido del módulo de control del timón inferior se había roto debido a una grieta por fatiga, lo que provocó el endurecimiento. El incidente dio lugar a una directiva de aeronavegabilidad para prevenir la posibilidad de un accidente futuro. El N661US no sufrió daños durante el incidente y volvió a prestar servicio con Northwest Airlines.

### Preservación

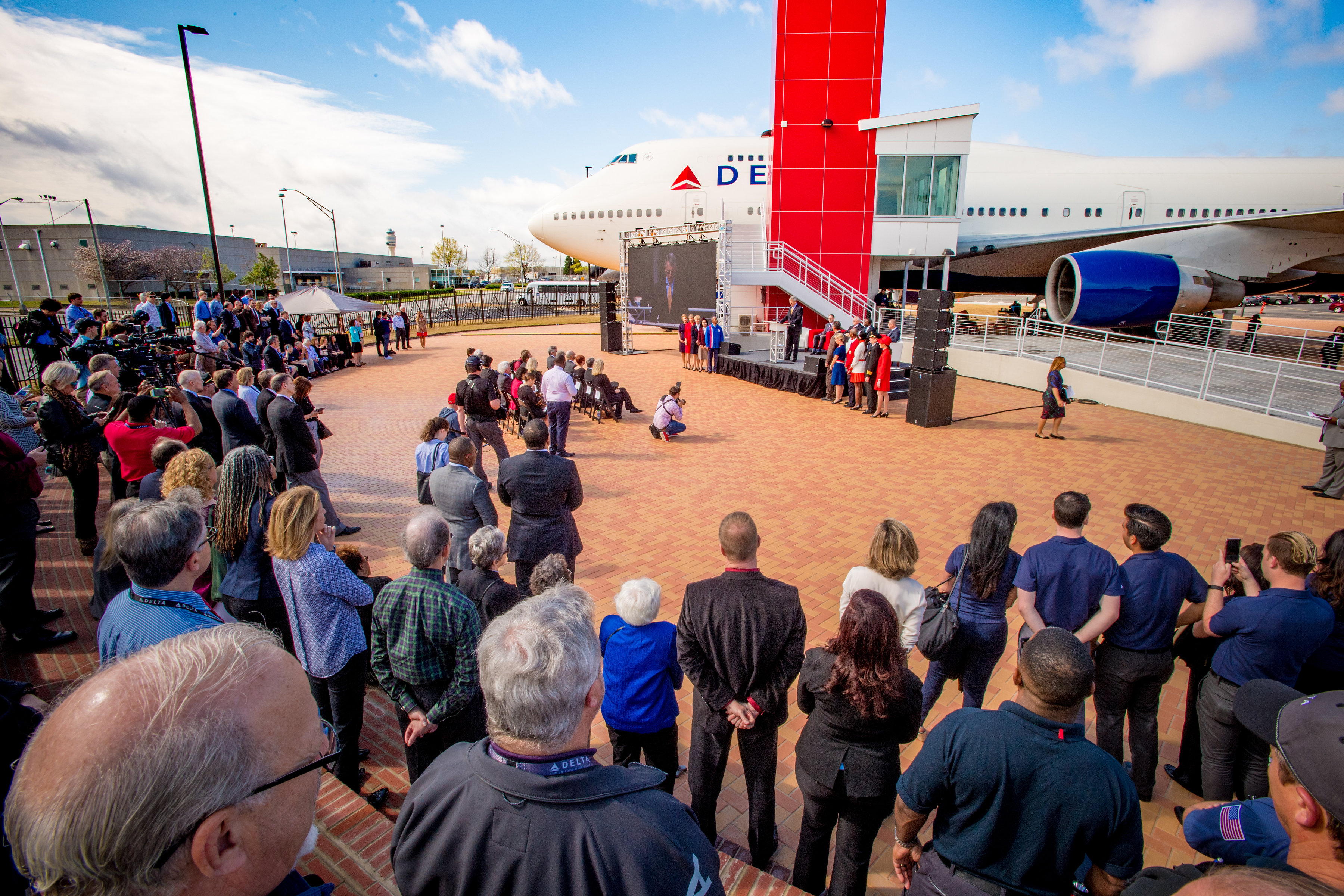
N661US en exhibición en el Delta Flight Museum de Atlanta.

Después de su último vuelo en septiembre de 2015, el N661US permaneció estacionado en Atlanta mientras las tripulaciones retiraban piezas que podrían reutilizarse en otros aviones de Delta. En abril de 2016, el avión jumbo fue trasladado a través de dos calles hasta su hogar permanente frente al Museo Delta del Vuelo en Atlanta.
Los empleados de Delta llevaron a cabo una campaña de financiación llamada «The Airloom Project» con el objetivo de convertir el barco 6301 y el estacionamiento que lo rodea en una exposición al aire libre. La exposición, llamada The 747 Experience, se inauguró el 28 de marzo de 2017.
Los visitantes del museo acceden al 747-400 a través de unas escaleras o un ascensor, pasan por la cabina de primera clase intacta y luego por la sección económica, parte de la cual se ha convertido en un espacio de exposición, donde es visible el mamparo de presión de popa. Los visitantes también pueden caminar sobre una pasarela que recorre parte del ala, protegida por barandillas. Además, se ha vaciado la bodega de carga y se ha quitado el techo de la cabina para que los visitantes puedan mirar hacia abajo desde la cubierta superior a través de la cubierta inferior y la bodega de carga para ver la totalidad de la enorme sección transversal del avión.